# 神の鉄槌
『神の鉄槌』（かみのてっつい、原題"The Hammer of God"）は、アーサー・C・クラークが1993年に発表したSF小説。西暦2109年を舞台に小惑星衝突の危機が描かれている。

## ストーリー
西暦2109年、火星に住むアマチュア天文家によって一つの小惑星が発見された。
8か月後に地球へ衝突する軌道を取っていることが確認されたその小惑星はカーリーと名づけられ、宇宙船ゴライアス号の船長ロバート・シンがカーリーの軌道を地球から逸らせる『アトラス』作戦を拝命した。
一方、地球では「神の声を受け取った」とする宗教団体クリスラム教が、カーリーの衝突を前に月の裏側の送信機から仮想現実技術を使ってシリウスに自分たちを送信し、永遠の命が得られるようになると喧伝していた。
準備が整ったゴライアス号はカーリーとランデブーし、小惑星対策用に設計されたマスドライバー『アトラス』を設置した。アトラスの推進力によってカーリーの軌道を変えるはずだったが、クリスラム教の工作により、アトラスの推進タンクを破壊されてしまう。作戦を遂行する手段を失ったかに思えたが、ゴライアス号のセントラル・コンピュータ、デイヴィットによってゴライアス号の推進力をマスドライバーの代わりに利用することが提案された。当初はその作戦がうまく行っていたが、太陽への接近によりカーリーが彗星の尾を噴出し始め、ゴライアス号の燃料をすべて使っても軌道を逸らしきれない可能性が浮上した。
事態を受けて地球では、ゴライアス号が事前に脱出できるという前提で、カーリーを破壊するために一千メガトンの爆弾をカーリー上で爆発させる事の是非を問う投票が全地球市民に向けて行われた。だがその頃、カーリー上のゴライアス号は、地盤沈下によって船体が損傷し、脱出に必要な分を含めてすべての燃料を失ってしまっていた。そして、世界評議会とゴライアス号の合意により、爆弾が発射され、ゴライアス号のクルーは最期の瞬間を待つことになった。
しかし、原因は不明なものの爆弾は不発に終わった（作中では「マーフィーの法則」という章で描かれている）。ブレインマンでの仮想記憶から目覚めたロバート・シンは、爆発こそしなかったが爆弾の激突によってカーリーが二つに分裂し、軌道が逸れたことを知った。ゴライアス号が着陸している方の破片カーリー1は地球から大きくそれ、クルーたちは救助を待つことになった。もう一方のカーリー2は地表から約60キロメートルをかすめ、地球に大きな被害をもたらしたが人類は小惑星の接近を乗り切ることに成功した。

## 設定
カーリー
名前の由来はヒンドゥー教の死と破壊の女神カーリー。質量10億トン。
ブレインマン
スカルキャップを被ることで利用できる仮想現実装置。ライブラリーや記憶チップから情報を引き出すことが出来るほか、完全日記(トータル・ダイアリー)と呼ばれる人間の記憶を保存して再現できるプログラムがある。多くの人に普及しているが、端子を頭皮に接触させるため坊主頭にする必要がある。
クリスラム教
キリスト教とイスラム教の要素を併せ持ち、宗教儀式にブレインマンを用いる宗教。最盛期には地球を中心に1億人以上の信徒がいた。2015年に預言者ファティマ・マグダレン(ルビー・ゴールデンバーグ)が創始した。
エクスカリバー
かつて運用された宇宙探査機。元は冷戦期に計画されたミサイル防衛用攻撃衛星(SDI)で、内蔵されたギガトン級核爆弾の爆発によって生じたエネルギーをX線レーザーに変換し、弾道ミサイルに対して放つというものだったが、技術的な問題から計画は中止されていた。
その後、スペースガードの一環として、X線レーザーの代わりに5,400メガヘルツのマイクロウェーブを放つように改設計されたエクスカリバーが製造され、2068年にL3で起爆。小天体に反射されたマイクロウェーブのパルスを解析する事により、太陽系内のほぼ全ての小天体の軌道要素が解析されたが、この探査でカーリーが発見される事は無かった。
また、エクスカリバーが放ったものと同じ周波数のノイズ電波が2085年にシリウス方面から観測された事が、クリスラム教再誕派の台頭の一因となった。

## 参考情報
- 1992年9月下旬発売の雑誌『タイム』特別号（第140巻27号）の特集「Beyond the Year 2000」に発表された本人による同名の短編小説を元にしている[1][2]。
- 上記短編版の『The Hammer Of God』が映画『ディープ・インパクト』の設定の一部として使用されている。しかし、原案として使用料は支払われたが映画にクレジットはされておらず[3]、ストーリーもかなり異なるため、直接の原作とは言いがたい[4]。

## 日本語訳
- アーサー・C・クラーク『神の鉄槌』 小隅黎、岡田 靖史訳 早川書房〈海外SFノヴェルズ〉1995年 ISBN 978-4152079824
- アーサー・C・クラーク『神の鉄槌』 小隅黎、岡田 靖史訳 早川書房〈ハヤカワ文庫SF〉1998年 ISBN 978-4150112356